# Indie na Letnich Igrzyskach Olimpijskich 2016
Indie na Letnich Igrzyskach Olimpijskich 2016 reprezentowało 117 zawodników : 63 mężczyzn i 54 kobiety. Był to 24. start reprezentacji Indii na letnich igrzyskach olimpijskich.

## Zdobyte medale
| Medal  | Zawodnik               | Dyscyplina | Konkurencja           | Rezultat                                                                          | Data        |
| ------ | ---------------------- | ---------- | --------------------- | --------------------------------------------------------------------------------- | ----------- |
| Srebro | Pusarla Venkata Sindhu | Badminton  | gra pojedyncza kobiet | W finale uległa reprezentantce Hiszpanii Carolina Marín 1:2                       | 19 sierpnia |
| Brąz   | Sakszi Malik           | Zapasy     | waga do 58 kg kobiet  | W walce o brązowy medal pokonała reprezentantkę Kirgistanu Ajsułuu Tynybekowa 3-1 | 17 sierpnia |

## Skład kadry

### Badminton
| Zawodnik                     | Konkurencja        | Faza grupowa                           | Faza grupowa                           | Faza grupowa                                  | Pozycja | 1/8                          | Ćwierćfinały                 | Półfinały                  | Finał                           | Finał   | Źródło |
| Zawodnik                     | Konkurencja        | Przeciwnik Wynik                       | Przeciwnik Wynik                       | Przeciwnik Wynik                              | Pozycja | Przeciwnik Wynik             | Przeciwnik Wynik             | Przeciwnik Wynik           | Przeciwnik Wynik                | Pozycja | Źródło |
| ---------------------------- | ------------------ | -------------------------------------- | -------------------------------------- | --------------------------------------------- | ------- | ---------------------------- | ---------------------------- | -------------------------- | ------------------------------- | ------- | ------ |
| Srikanth Kidambi             | gra pojedyncza (m) | Muñoz 2:0 (21-11,21-17)                | Hurskainen 2:0 (21-6, 21-18)           | N/A                                           | 1.      | Jørgensen 2:0 (21-19, 21-19) | Lin 1:2 (6-21, 21-11, 18-21) | NQ                         | NQ                              | 5.      | [ 1 ]  |
| Manu Attri B. Sumeeth Reddy  | gra podwójna (m)   | Ahsan Setiawan 0:2 (18-21, 13-21)      | Chai Hong 0:2 (13-21, 15-21)           | Endo Hayakawa 2:0 (23-21, 21-11, )            | 4.      | N/A                          | NQ                           | NQ                         | NQ                              | NQ      | [ 2 ]  |
| Saina Nehwal                 | gra pojedyncza (k) | Vicente 2:0(21-17, 21-17)              | Ulitina 0:2(18-21, 19-21)              | N/A                                           | 2.      | NQ                           | NQ                           | NQ                         | NQ                              | NQ      | [ 3 ]  |
| Pusarla Venkata Sindhu       | gra pojedyncza (k) | Sárosi 2:0(21-8, 21-9)                 | Li 2:1(19-21, 21-15, 21-17)            | N/A                                           | 1.      | Tai 2:0 (21-13, 21-15)       | Wang 2:0 (22-20, 21-19)      | Okuhara 2:0 (21-19, 21-10) | Marín 1:2 (21-19, 12-21, 15-21) | srebro  | [ 3 ]  |
| Jwala Gutta Ashwini Ponnappa | gra podwójna (k)   | Matsutomo Takahashi 0:2 (15-21, 10-21) | Muskens Piek 1:2 (16-21, 21-16, 17-21) | Supajirakul Taerattanachai 0:2 (17-21, 15-21) | 4.      | N/A                          | NQ                           | NQ                         | NQ                              | NQ      | [ 4 ]  |

### Boks
Mężczyźni
| Zawodnik      | Konkurencja          | 1/16             | 1/8                | Ćwierćfinał        | Półfinał         | Finał            | Finał   | Źródło |
| Zawodnik      | Konkurencja          | Przeciwnik Wynik | Przeciwnik Wynik   | Przeciwnik Wynik   | Przeciwnik Wynik | Przeciwnik Wynik | Miejsce | Źródło |
| ------------- | -------------------- | ---------------- | ------------------ | ------------------ | ---------------- | ---------------- | ------- | ------ |
| Shiva Thapa   | waga kogucia         | Ramírez P 0-3    | NQ                 | NQ                 | NQ               | NQ               | NQ      | [ 5 ]  |
| Manoj Kumar   | waga lekkopółśrednia | Petrauskas W 2-1 | Gʻoibnazarov P 0-3 | NQ                 | NQ               | NQ               | NQ      | [ 6 ]  |
| Vikas Krishan | waga średnia         | Conwell W 3-0    | Şipal W 3-0        | Meliqo‘ziyev P 0-3 | NQ               | NQ               | 5.      | [ 7 ]  |

### Gimnastyka
Kobiety
| Zawodniczka   | Konkurencja            | Kwalifikacje | Kwalifikacje | Kwalifikacje | Kwalifikacje | Kwalifikacje | Kwalifikacje | Finał     | Finał     | Finał     | Finał     | Finał  | Finał   | Źródło |
| Zawodniczka   | Konkurencja            | Przyrządy    | Przyrządy    | Przyrządy    | Przyrządy    | Razem        | Pozycja      | Przyrządy | Przyrządy | Przyrządy | Przyrządy | Razem  | Pozycja | Źródło |
| Zawodniczka   | Konkurencja            | V            | UB           | BB           | F            | Razem        | Pozycja      | V         | UB        | BB        | F         | Razem  | Pozycja | Źródło |
| ------------- | ---------------------- | ------------ | ------------ | ------------ | ------------ | ------------ | ------------ | --------- | --------- | --------- | --------- | ------ | ------- | ------ |
| Dipa Karmakar | wielobój indywidualnie | 15,100       | 11,666       | 12,866       | 12,033       | 51,665       | 51.          | NQ        | NQ        | NQ        | NQ        | NQ     | NQ      | [ 8 ]  |
| Dipa Karmakar | Skoki                  | 14,850       | N/A          | N/A          | N/A          | 14,850       | 8.           | 15,066    | N/A       | N/A       | N/A       | 15,066 | 4.      | [ 8 ]  |

### Golf
| Zawodnik       | Konkurencja | Runda 1 | Runda 2 | Runda 3 | Runda 4 | Łącznie | Łącznie | Łącznie | Źródło |
| Zawodnik       | Konkurencja | Wynik   | Wynik   | Wynik   | Wynik   | Wynik   | Par     | Pozycja | Źródło |
| -------------- | ----------- | ------- | ------- | ------- | ------- | ------- | ------- | ------- | ------ |
| Shiv Chawrasia | Mężczyźni   | 71      | 71      | 69      | 78      | 289     | + 5     | 50.     | [ 9 ]  |
| Anirban Lahiri | Mężczyźni   | 74      | 73      | 75      | 72      | 294     | + 10    | 57.     | [ 9 ]  |
| Aditi Ashok    | Kobiety     | 68      | 68      | 79      | 76      | 291     | + 7     | 41.     | [ 10 ] |

### Hokej na trawie
Turniej mężczyzn
- Reprezentacja mężczyzn

| - Harmanpreet Singh - Rupinder Pal Singh - Kothajit Singh - Surender Kumar - Manpreet Singh - Sardara Singh - V.R. Raghunath - S.K. Uthappa |  | - P.R. Sreejesh - Danish Mujtaba - Devindar Walmiki - S.V. Sunil - Akashdeep Singh - Chinglensana Singh - Ramandeep Singh - Nikkin Thimmaiah |

| Drużyna | Konkurencja | Faza grupowa     | Faza grupowa     | Faza grupowa     | Faza grupowa     | Faza grupowa     | Faza grupowa | Ćwierćfinały     | Półfinały        | Finał            | Pozycja | Źródło |
| Drużyna | Konkurencja | Przeciwnik Wynik | Przeciwnik Wynik | Przeciwnik Wynik | Przeciwnik Wynik | Przeciwnik Wynik | Pozycja      | Przeciwnik Wynik | Przeciwnik Wynik | Przeciwnik Wynik | Pozycja | Źródło |
| ------- | ----------- | ---------------- | ---------------- | ---------------- | ---------------- | ---------------- | ------------ | ---------------- | ---------------- | ---------------- | ------- | ------ |
| Indie   | mężczyźni   | Irlandia 3:2     | Niemcy 1:2       | Argentyna 2:1    | Holandia 1:2     | Kanada 2:2       | 4.           | Belgia 1:3       | NQ               | NQ               | 8.      | [ 11 ] |

Turniej kobiet
- Reprezentacja kobiet

| - Navjot Kaur - Deep Grace Ekka - Monika Malik - Nikki Pradhan - Anuradha Thokchom - Savita Punia - Poonam Rani - Vandana Katariya |  | - Deepika Thakur - Namita Toppo - Renuka Yadav - Sunita Lakra - Sushila Chanu - Rani Rampal - Preeti Dubey - Lilima Minz |

| Drużyna | Konkurencja | Faza grupowa     | Faza grupowa        | Faza grupowa     | Faza grupowa          | Faza grupowa     | Faza grupowa | Ćwierćfinały     | Półfinały        | Finał            | Pozycja | Źródło |
| Drużyna | Konkurencja | Przeciwnik Wynik | Przeciwnik Wynik    | Przeciwnik Wynik | Przeciwnik Wynik      | Przeciwnik Wynik | Pozycja      | Przeciwnik Wynik | Przeciwnik Wynik | Przeciwnik Wynik | Pozycja | Źródło |
| ------- | ----------- | ---------------- | ------------------- | ---------------- | --------------------- | ---------------- | ------------ | ---------------- | ---------------- | ---------------- | ------- | ------ |
| Indie   | kobiety     | Japonia 2:3      | Wielka Brytania 0:3 | Australia 1:5    | Stany Zjednoczone 0:3 | Argentyna 0:5    | 6.           | NQ               | NQ               | NQ               | 12.     | [ 12 ] |

### Judo
Mężczyźni
| Zawodnik    | Konkurencja | 1/32             | 1/16              | 1/8              | Ćwierćfinał      | Półfinał         | Repasaże         | Finał/ 3.miejsce | Finał/ 3.miejsce | Źródło |
| Zawodnik    | Konkurencja | Przeciwnik Wynik | Przeciwnik Wynik  | Przeciwnik Wynik | Przeciwnik Wynik | Przeciwnik Wynik | Przeciwnik Wynik | Przeciwnik Wynik | Pozycja          | Źródło |
| ----------- | ----------- | ---------------- | ----------------- | ---------------- | ---------------- | ---------------- | ---------------- | ---------------- | ---------------- | ------ |
| Avtar Singh | - 90 kg     | BYE              | Misenga P 101-000 | NQ               | NQ               | NQ               | NQ               | NQ               | NQ               | [ 13 ] |

### Lekkoatletyka
Mężczyźni
Konkurencje biegowe
| Zawodnik                                                  | Konkurencja        | Eliminacje | Eliminacje | Półfinał | Półfinał | Finał   | Finał   | Źródło |
| Zawodnik                                                  | Konkurencja        | Wynik      | Miejsce    | Wynik    | Miejsce  | Wynik   | Miejsce | Źródło |
| --------------------------------------------------------- | ------------------ | ---------- | ---------- | -------- | -------- | ------- | ------- | ------ |
| Mohammad Anas                                             | 400 m              | 45,95      | 31.        | NQ       | NQ       | NQ      | NQ      | [ 14 ] |
| Jinson Johnson                                            | 800 m              | 1:47,27    | 25.        | NQ       | NQ       | NQ      | NQ      | [ 15 ] |
| Thanackal Gopi                                            | maraton            | N/A        | N/A        | N/A      | N/A      | 2:15:25 | 25.     | [ 16 ] |
| Kheta Ram                                                 | maraton            | N/A        | N/A        | N/A      | N/A      | 2:15:26 | 26.     | [ 16 ] |
| Nitendra Singh                                            | maraton            | N/A        | N/A        | N/A      | N/A      | 2:22:52 | 84.     | [ 16 ] |
| Kunhu Muhammed Muhammad Anas Ayyasamy Dharun Arokia Rajiv | sztafeta 4 × 400 m | DSQ        | DSQ        | N/A      | N/A      | NQ      | NQ      | [ 17 ] |
| Manish Singh                                              | chód na 20 km      | N/A        | N/A        | N/A      | N/A      | 1:21:21 | 13.     | [ 18 ] |
| Krishnan Ganapathi                                        | chód na 20 km      | N/A        | N/A        | N/A      | N/A      | DSQ     | DSQ     | [ 18 ] |
| Gurmeet Singh                                             | chód na 20 km      | N/A        | N/A        | N/A      | N/A      | DSQ     | DSQ     | [ 18 ] |
| Sandeep Kumar                                             | chód na 50 km      | N/A        | N/A        | N/A      | N/A      | 4:07:55 | 35.     | [ 19 ] |

Konkurencje techniczne
| Zawodnik          | Konkurencja  | Kwalifikacje | Kwalifikacje | Finał | Finał   | Źródło |
| Zawodnik          | Konkurencja  | Wynik        | Miejsce      | Wynik | Miejsce | Źródło |
| ----------------- | ------------ | ------------ | ------------ | ----- | ------- | ------ |
| Ankit Sharma      | skok w dal   | 7,67         | 24.          | NQ    | NQ      | [ 20 ] |
| Renjith Maheśwary | trójskok     | 16,13        | 30.          | NQ    | NQ      | [ 21 ] |
| Vikas Gowda       | rzut dyskiem | 58,99        | 28.          | NQ    | NQ      | [ 22 ] |

Kobiety
Konkurencje biegowe
| Zawodnik                                                          | Konkurencja           | Eliminacje | Eliminacje | Ćwierćfinał | Ćwierćfinał | Półfinał | Półfinał | Finał   | Finał   | Źródło |
| Zawodnik                                                          | Konkurencja           | Wynik      | Miejsce    | Wynik       | Miejsce     | Wynik    | Miejsce  | Wynik   | Miejsce | Źródło |
| ----------------------------------------------------------------- | --------------------- | ---------- | ---------- | ----------- | ----------- | -------- | -------- | ------- | ------- | ------ |
| Dutee Chand                                                       | 100 m                 | N/A        | N/A        | 11,69       | 50.         | NQ       | NQ       | NQ      | NQ      | [ 23 ] |
| Srabani Nanda                                                     | 200 m                 | 23,58      | 55.        | N/A         | N/A         | NQ       | NQ       | NQ      | NQ      | [ 24 ] |
| Nirmala Sheoran                                                   | 400 m                 | 53,03      | 44.        | N/A         | N/A         | NQ       | NQ       | NQ      | NQ      | [ 25 ] |
| Tintu Luka                                                        | 800 m                 | 2:00,58    | 28.        | N/A         | N/A         | NQ       | NQ       | NQ      | NQ      | [ 26 ] |
| Lalita Babar                                                      | 3000 m z przeszkodami | 9:16,76    | 7.         | N/A         | N/A         | N/A      | N/A      | 9:22,74 | 10.     | [ 27 ] |
| Sudha Singh                                                       | 3000 m z przeszkodami | 9:43,29    | 30.        | N/A         | N/A         | N/A      | N/A      | NQ      | NQ      | [ 27 ] |
| Jaisha Orchatteri                                                 | maraton               | N/A        | N/A        | N/A         | N/A         | N/A      | N/A      | 2:47:19 | 89.     | [ 28 ] |
| Kavita Tungar                                                     | maraton               | N/A        | N/A        | N/A         | N/A         | N/A      | N/A      | 2:59:29 | 120.    | [ 28 ] |
| Nirmala Sheoran Tintu Luka Poovamma Raju Machettira Anilda Thomas | sztafeta 4 × 400 m    | 3:29,53    | 13.        | N/A         | N/A         | N/A      | N/A      | NQ      | NQ      | [ 29 ] |
| Khushbir Kaur                                                     | chód 20 km            | N/A        | N/A        | N/A         | N/A         | N/A      | N/A      | 1:40:33 | 54.     | [ 30 ] |
| Sapana Sapana                                                     | chód 20 km            | N/A        | N/A        | N/A         | N/A         | N/A      | N/A      | DNF     | DNF     | [ 30 ] |

Konkurencje techniczne
| Zawodniczka   | Konkurencja    | Kwalifikacje | Kwalifikacje | Finał | Finał   | Źródło |
| Zawodniczka   | Konkurencja    | Wynik        | Miejsce      | Wynik | Miejsce | Źródło |
| ------------- | -------------- | ------------ | ------------ | ----- | ------- | ------ |
| Manpreet Kaur | pchnięcie kulą | 17,06        | 23.          | NQ    | NQ      | [ 31 ] |
| Seema Antil   | rzut dyskiem   | 57,58        | 20.          | NQ    | NQ      | [ 32 ] |

### Łucznictwo
| Zawodnik                                              | Konkurencja       | Runda rankingowa | Runda rankingowa | 1/32             | 1/16             | 1/8              | Ćwierćfinały     | Półfinały        | Finał            | Finał   | Źródło |
| Zawodnik                                              | Konkurencja       | Wynik            | Miejsce          | Przeciwnik Wynik | Przeciwnik Wynik | Przeciwnik Wynik | Przeciwnik Wynik | Przeciwnik Wynik | Przeciwnik Wynik | Pozycja | Źródło |
| ----------------------------------------------------- | ----------------- | ---------------- | ---------------- | ---------------- | ---------------- | ---------------- | ---------------- | ---------------- | ---------------- | ------- | ------ |
| Atanu Das                                             | indywidualnie (m) | 683              | 5.               | Muktan W 6-0     | Puentes W 6-4    | Lee S-y P 4-6    | NQ               | NQ               | NQ               | 9.      | [ 33 ] |
| Deepika Kumari                                        | indywidualnie (k) | 640              | 20.              | Esebua W 6-3     | Sartori W 6-2    | Tan P 0-6        | NQ               | NQ               | NQ               | 9.      | [ 34 ] |
| Bombayla Devi Laishram                                | indywidualnie (k) | 638              | 24.              | Baldauff W 6-2   | Lin W 6-2        | Valencia P 2-6   | NQ               | NQ               | NQ               | 9.      | [ 34 ] |
| Laxmirani Majhi                                       | indywidualnie (k) | 614              | 43.              | Longová P 1-7    | NQ               | NQ               | NQ               | NQ               | NQ               | 33.     | [ 34 ] |
| Deepika Kumari Bombayla Devi Laishram Laxmirani Majhi | drużynowo (k)     | 1892             | 7.               | N/A              | N/A              | Kolumbia · W 5-3 | Rosja · P 4-5    | NQ               | NQ               | 6.      | [ 34 ] |

### Pływanie
| Zawodnik        | Konkurencja          | Eliminacje | Eliminacje | Półfinał | Półfinał | Finał | Finał   | Źródło |
| Zawodnik        | Konkurencja          | Czas       | Miejsce    | Czas     | Miejsce  | Czas  | Miejsce | Źródło |
| --------------- | -------------------- | ---------- | ---------- | -------- | -------- | ----- | ------- | ------ |
| Sajan Prakash   | 200 m motylkowym (m) | 1:59,37    | 28.        | NQ       | NQ       | NQ    | NQ      | [ 35 ] |
| Shivani Kataria | 200 m dowolnym (k)   | 2:09,30    | 41.        | NQ       | NQ       | NQ    | NQ      | [ 36 ] |

### Podnoszenie ciężarów
| Zawodnik              | Konkurencja    | Rwanie | Rwanie  | Podrzut | Podrzut | Razem  | Pozycja | Źródło |
| Zawodnik              | Konkurencja    | Wynik  | Pozycja | Wynik   | Pozycja | Razem  | Pozycja | Źródło |
| --------------------- | -------------- | ------ | ------- | ------- | ------- | ------ | ------- | ------ |
| Sathish Sivalingam    | 77 kg mężczyzn | 148 kg | 12.     | 181 kg  | 11.     | 329 kg | 11.     | [ 37 ] |
| Saikhom Mirabai Chanu | 48 kg kobiet   | 82 kg  | 6.      | DNF     | DNF     | DNF    | DNF     | [ 37 ] |

### Strzelectwo
Mężczyźni
| Zawodnik              | Konkurencja                      | Kwalifikacje | Kwalifikacje | Półfinał | Półfinał | Finał | Finał   | Źródło |
| Zawodnik              | Konkurencja                      | Wynik        | Pozycja      | Wynik    | Pozycja  | Wynik | Pozycja | Źródło |
| --------------------- | -------------------------------- | ------------ | ------------ | -------- | -------- | ----- | ------- | ------ |
| Abhinav Bindra        | karabin pneumatyczny 10 m        | 625,7        | 7.           | N/A      | N/A      | 163,8 | 4.      | [ 38 ] |
| Gagan Narang          | karabin pneumatyczny 10 m        | 621,7        | 23.          | N/A      | N/A      | NQ    | NQ      | [ 38 ] |
| Gagan Narang          | karabin małokalibrowy 50 m leżąc | 623,1        | 13.          | N/A      | N/A      | NQ    | NQ      | [ 38 ] |
| Chain Singh           | karabin małokalibrowy 50 m leżąc | 619,6        | 36.          | N/A      | N/A      | NQ    | NQ      | [ 38 ] |
| Chain Singh           | karabin małokalibrowy 3 pozycje  | 1169         | 23.          | N/A      | N/A      | NQ    | NQ      | [ 38 ] |
| Gagan Narang          | karabin małokalibrowy 3 pozycje  | 1162         | 33.          | N/A      | N/A      | NQ    | NQ      | [ 38 ] |
| Jitu Rai              | pistolet pneumatyczny 10 m       | 580          | 6.           | N/A      | N/A      | 78,7  | 8.      | [ 38 ] |
| Gurpreet Singh        | pistolet pneumatyczny 10 m       | 576          | 20.          | N/A      | N/A      | NQ    | NQ      | [ 38 ] |
| Gurpreet Singh        | pistolet szybkostrzelny 25 m     | 581          | 7.           | N/A      | N/A      | NQ    | NQ      | [ 38 ] |
| Jitu Rai              | pistolet dowolny 50 m            | 554          | 12.          | N/A      | N/A      | NQ    | NQ      | [ 38 ] |
| Prakash Nanjappa      | pistolet dowolny 50 m            | 547          | 25.          | N/A      | N/A      | NQ    | NQ      | [ 38 ] |
| Mairaj Ahmad Khan     | skeet                            | 121          | 9.           | NQ       | NQ       | NQ    | NQ      | [ 38 ] |
| Manavjit Singh Sandhu | trap                             | 115          | 16.          | NQ       | NQ       | NQ    | NQ      | [ 38 ] |
| Kynan Chenai          | trap                             | 114          | 19.          | NQ       | NQ       | NQ    | NQ      | [ 38 ] |

Kobiety
| Zawodnik        | Konkurencja                | Kwalifikacje | Kwalifikacje | Półfinał | Półfinał | Finał | Finał   | Źródło |
| Zawodnik        | Konkurencja                | Wynik        | Pozycja      | Wynik    | Pozycja  | Wynik | Pozycja | Źródło |
| --------------- | -------------------------- | ------------ | ------------ | -------- | -------- | ----- | ------- | ------ |
| Apurvi Chandela | karabin pneumatyczny 10 m  | 411,6        | 34.          | N/A      | N/A      | NQ    | NQ      | [ 39 ] |
| Ayonika Paul    | karabin pneumatyczny 10 m  | 403          | 47.          | N/A      | N/A      | NQ    | NQ      | [ 39 ] |
| Heena Sidhu     | pistolet pneumatyczny 10 m | 380          | 14.          | N/A      | N/A      | NQ    | NQ      | [ 39 ] |
| Heena Sidhu     | pistolet sportowy          | 576          | 20.          | NQ       | NQ       | NQ    | NQ      | [ 39 ] |

### Tenis stołowy
| Zawodnik              | Konkurencja        | Eliminacje       | Runda 1                 | Runda 2          | Runda 3          | 1/8 finału       | Ćwierćfinały     | Półfinały        | Finał            | Finał   | Źródło |
| Zawodnik              | Konkurencja        | Przeciwnik Wynik | Przeciwnik Wynik        | Przeciwnik Wynik | Przeciwnik Wynik | Przeciwnik Wynik | Przeciwnik Wynik | Przeciwnik Wynik | Przeciwnik Wynik | Pozycja | Źródło |
| --------------------- | ------------------ | ---------------- | ----------------------- | ---------------- | ---------------- | ---------------- | ---------------- | ---------------- | ---------------- | ------- | ------ |
| Soumyajit Ghosh       | gra pojedyncza (m) | BYE              | Tanviriyavechakul P 1-4 | NQ               | NQ               | NQ               | NQ               | NQ               | NQ               | NQ      | [ 40 ] |
| Sharath Kamal Achanta | gra pojedyncza (m) | BYE              | Crişan P 1-4            | NQ               | NQ               | NQ               | NQ               | NQ               | NQ               | NQ      | [ 40 ] |
| Manika Batra          | gra pojedyncza (k) | BYE              | Grzybowska P 2-4        | NQ               | NQ               | NQ               | NQ               | NQ               | NQ               | NQ      | [ 41 ] |
| Mouma Das             | gra pojedyncza (k) | BYE              | Dodean P 0-4            | NQ               | NQ               | NQ               | NQ               | NQ               | NQ               | NQ      | [ 41 ] |

### Tenis ziemny
| Zawodnik                       | Konkurencja | 1/32             | 1/16                             | 1/8                           | Ćwierćfinały                   | Półfinały                           | Finał                              | Finał   | Źródło |
| Zawodnik                       | Konkurencja | Przeciwnik Wynik | Przeciwnik Wynik                 | Przeciwnik Wynik              | Przeciwnik Wynik               | Przeciwnik Wynik                    | Przeciwnik Wynik                   | Pozycja | Źródło |
| ------------------------------ | ----------- | ---------------- | -------------------------------- | ----------------------------- | ------------------------------ | ----------------------------------- | ---------------------------------- | ------- | ------ |
| Rohan Bopanna Leander Paes     | debel (m)   | N/A              | Kubot Matkowski P 0-2 (4:6, 6:7) | NQ                            | NQ                             | NQ                                  | NQ                                 | NQ      | [ 42 ] |
| Sania Mirza Prarthana Thombare | debel       | N/A              | Peng Zhang P 1-2 (6:7, 7:5, 5:7) | NQ                            | NQ                             | NQ                                  | NQ                                 | NQ      | [ 43 ] |
| Sania Mirza Rohan Bopanna      | mikst       | N/A              | N/A                              | Stosur Peers W 2-0 (7:5, 6:4) | Watson Murray W 2-0 (6:4, 6:4) | Williams Ram W 2-1 (6:2, 2:6, 10:3) | Hradecká Štěpánek P 0-2 (1:6, 5:7) | 4.      | [ 44 ] |

### Wioślarstwo
Mężczyźni
| Zawodnik             | Konkurencja | Eliminacje | Eliminacje | Repesaż | Repesaż | Ćwierćfinały | Ćwierćfinały | Półfinały             | Półfinały | Finał           | Finał | Miejsce | Źródło |
| Zawodnik             | Konkurencja | Czas       | M.         | Czas    | M.      | Czas         | M.           | Czas                  | M.        | Czas            | M.    | Miejsce | Źródło |
| -------------------- | ----------- | ---------- | ---------- | ------- | ------- | ------------ | ------------ | --------------------- | --------- | --------------- | ----- | ------- | ------ |
| Dattu Baban Bhokanal | M1x         | 7:21,67    | 3.         | N/A     | N/A     | 6:59,89      | 4.           | 7:19:02 Półfinał C/D. | 2.        | 6:54,96 Finał C | 1.    | 13.     | [ 45 ] |

### Zapasy
Mężczyźni – styl klasyczny
| Zawodnik        | Konkurencja | Kwalifikacje     | 1/8              | Ćwierćfinał      | Półfinał         | Repesaże         | Finał/ 3.miejsce | Finał/ 3.miejsce | Źródło |
| Zawodnik        | Konkurencja | Przeciwnik Wynik | Przeciwnik Wynik | Przeciwnik Wynik | Przeciwnik Wynik | Przeciwnik Wynik | Przeciwnik Wynik | Pozycja          | Źródło |
| --------------- | ----------- | ---------------- | ---------------- | ---------------- | ---------------- | ---------------- | ---------------- | ---------------- | ------ |
| Ravinder Khatri | -98 kg      | BYE              | Lőrincz P 0-9    | NQ               | NQ               | NQ               | NQ               | 20.              | [ 46 ] |
| Hardeep Singh   | -130 kg     | BYE              | İldem P 1-2      | NQ               | NQ               | NQ               | NQ               | 13.              | [ 47 ] |

Mężczyźni – styl wolny
| Zawodnik               | Konkurencja | Kwalifikacje     | 1/8              | Ćwierćfinał      | Półfinał         | Repesaż 1        | Repesaż 1        | Finał/3. miejsce | Finał/3. miejsce | Źródło |
| Zawodnik               | Konkurencja | Przeciwnik Wynik | Przeciwnik Wynik | Przeciwnik Wynik | Przeciwnik Wynik | Przeciwnik Wynik | Przeciwnik Wynik | Przeciwnik Wynik | Pozycja          | Źródło |
| ---------------------- | ----------- | ---------------- | ---------------- | ---------------- | ---------------- | ---------------- | ---------------- | ---------------- | ---------------- | ------ |
| Sandeep Tomar          | -57 kg      | BYE              | Lebiediew P 3-7  | NQ               | NQ               | NQ               | NQ               | NQ               | 15.              | [ 48 ] |
| Narsingh Pancham Yadav | -74 kg      | Khadjiev P w/o   | NQ               | NQ               | NQ               | NQ               | NQ               | NQ               | 20.              | [ 49 ] |

Kobiety – styl wolny
| Zawodniczka   | Konkurencja | Kwalifikacje     | 1/8               | Ćwierćfinał      | Półfinał         | Repesaż 1        | Repesaż 2        | Finał/3.miejsce  | Finał/3.miejsce | Źródło |
| Zawodniczka   | Konkurencja | Przeciwnik Wynik | Przeciwnik Wynik  | Przeciwnik Wynik | Przeciwnik Wynik | Przeciwnik Wynik | Przeciwnik Wynik | Przeciwnik Wynik | Pozycja         | Źródło |
| ------------- | ----------- | ---------------- | ----------------- | ---------------- | ---------------- | ---------------- | ---------------- | ---------------- | --------------- | ------ |
| Vinesh Phogat | -48 kg      | BYE              | Vuc W 11-0        | Sun P 1-2        | NQ               | NQ               | NQ               | NQ               | 11.             | [ 50 ] |
| Babita Kumari | -53 kg      | BYE              | Prewolaraki P 1-5 | NQ               | NQ               | NQ               | NQ               | NQ               | 13.             | [ 51 ] |
| Sakszi Malik  | -58 kg      | Mattsson W 5-4   | Cherdivară W5-5   | Kobłowa P 2-9    | NQ               | N/A              | Orchon W 3-1     | Tynybekowa W 8-5 | brąz            | [ 52 ] |